# Mr. Skeffington
Mr. Skeffington (bra: Vaidosa) é um filme estadunidense de 1944, do gênero drama histórico, dirigido por Vincent Sherman, e estrelado por Bette Davis e Claude Rains. O roteiro de Julius J. e Philip G. Epstein foi baseado no romance homônimo de 1940, de Elizabeth von Arnim.
A trama retrata a história de uma mulher bela e egocêntrica que possui muitos pretendentes, mas se casa com um deles apenas para salvar seu irmão da ida para a prisão. A produção também destaca o fato do Sr. Skeffington ser judeu na alta sociedade de 1914 e, posteriormente, em relação à Alemanha Nazista.

## Sinopse
Frances "Fanny" Trellis (Bette Davis) é uma mulher fútil e egocêntrica cuja grande preocupação na vida é sua própria aparência. Quando seu irmão Trippy (Richard Waring) perde toda a fortuna da família e está prestes a ir para a prisão por fraude, ela decide se casar com Job Skeffington (Claude Rains), um homem judeu rico, para salvar o irmão. Com o passar do tempo, uma série de acontecimentos e uma doença fazem Fanny repensar todos os seus valores.

## Elenco
- Bette Davis como Frances Beatrice "Fanny" Trellis Skeffington
- Claude Rains como Job Skeffington
- Walter Abel como George Trellis
- Richard Waring como Trippy Trellis
- Marjorie Riordan como Fanny Rachel Trellis
- Robert Shayne como MacMahon
- John Alexander como Jim Conderley
- Jerome Cowan como Edward Morrison
- Peter Whitney como Chester Forbish
- Bill Kennedy como Bill Thatcher
- Johnny Mitchell como Johnny Mitchell[a]
- George Coulouris como Dr. Byles
- Dorothy Peterson como Manby, a governanta

Não-creditados
- Creighton Hale como Casey
- Halliwell Hobbes como Soames
- Ethan Laidlaw como Policial
- Jack Mower como Homem no Escritório
- Will Stanton como Sid Lapham

## Produção
Paul Henreid declarou que o papel principal masculino havia sido oferecido a ele, que recusou porque sentiu que não seria convincente interpretando um homem que observava passivamente enquanto sua esposa possuía casos extraconjugais.
De acordo com o livro "Bette & Joan: The Divine Feud" (1989), de Shaun Considine, Davis estava passando por problemas pessoais intensos durante a produção desse filme, o que se refletiu em seu tratamento com os colegas de elenco, culminando em um violento ataque pessoal. Aparentemente, enquanto Davis estava longe de seu camarim, o colírio que ela sempre usava depois de filmar as cenas do dia tinha sido envenenado, o que fez Davis gritar de dor depois de usá-lo. O diretor Vincent Sherman, com quem Davis já havia se envolvido romanticamente, admitiu aos detetives que investigavam o incidente: "Se você perguntasse a todos no set quem teria cometido tal coisa, todos levantariam a mão!" Até mesmo Bette Davis é citada dizendo: "Só uma mãe poderia ter me amado naquele momento da minha vida".

## Recepção
No Rotten Tomatoes, site agregador de críticas, 57% das 7 críticas do filme são positivas, com uma classificação média de 5,9/10.

### Bilheteria
De acordo com os registros da Warner Bros., o filme arrecadou US$ 2.456.000 nacionalmente e US$ 1.365.000 no exterior, totalizando US$ 3.821.000 mundialmente.

## Prêmios e indicações
| Ano  | Cerimônia | Categoria               | Indicado     | Resultado | Ref.        |
| ---- | --------- | ----------------------- | ------------ | --------- | ----------- |
| 1945 | Oscar     | Melhor atriz            | Bette Davis  | Indicada  | [ 8 ] [ 9 ] |
| 1945 | Oscar     | Melhor ator coadjuvante | Claude Rains | Indicado  | [ 8 ] [ 9 ] |